# Dicranomyia praecellens
Dicranomyia praecellens är en tvåvingeart som först beskrevs av Alexander 1944.  Dicranomyia praecellens ingår i släktet Dicranomyia och familjen småharkrankar.
Artens utbredningsområde är Peru. Inga underarter finns listade i Catalogue of Life.